# Филиппова, Людмила Андреевна
Людмила Андреевна Филиппова (род. 6 сентября 1932, Новгород, Ленинградская область) — советский и российский искусствовед, историк новгородской архитектуры.
По первому образованию — товаровед (В 1951 году окончила Ленинградский техникум лёгкой промышленности), работала в посёлке Исписар Ленинабадского района Таджикистана, Новгороде, Иркутске, в Витимо-Патомской геологической экспедиции в посёлке Мама Иркутской области. Изначальный выбор профессии был сделан исключительно вследствие желания зарабатывать, призвание нашла, начав работать в музее. В 1964 году закончила историко-филологический факультет Иркутского государственного университета, во время обучения работала воспитательницей в санатории и учительницей в школе Мамы. С 1965 по 1979 годы работала в Новгородском музее-заповеднике сначала экскурсоводом, потом заведующей массовым отделом, старшим научным сотрудником и позднее заведующей филиала музея деревянного зодчества «Витославлицы». С 1979 по сентябрь 1987 года, а затем с перерывами до января 1997 года работала младшим, старшим научным сотрудником, искусствоведом и ведущим искусствоведом Новгородской реставрационной мастерской.
Работая в мастерской, написала исторические справки по Алексеевской (Белой) башне, церкви
Жён Мироносиц, церкви Прокопия, ветряным и водяным мельницам, Рдейской пустыни, Мячинскому
Воскресенскому монастырю, Николо-Бельскому монастырю. Участвовала в обследовании и составляла отчёты по Поозерью, Восточному Приильменью, Хвойнинскому району, Мошенскому району, Пестовскому району (по последним двум — в соавторстве с Л. А. Секретарь), Рдейской пустыни Холмского района.
Опубликовала несколько десятков книг, брошюр и статей по музею «Витославлицы», памятникам деревянного зодчества новгородской области и по крепостному зодчеству Новгорода (совместно с Н. Н. Кузьминой).
В 2014 году получила премию «Хранители наследия» Всероссийского общества охраны памятников истории и культуры. С 2016 года личные документы, переписка, документы о деятельности, а также научные труды и другие творческие документы Людмилы Андреевны хранятся в государственном архиве Новгородской области (фонд № Р-4608, 188 единиц хранения).

## Публикации
- «Рдейская пустынь»
- «Витославлицы. Новгородский музей народного зодчества»
- 56 статей в Новгородский энциклопедический словарь. История и культура IX-XVII вв.
- 53 статьи каталога «Архитектурное наследие Великого Новгорода и Новгородской земли»
- Церковь Фёдора Стратилата на Щиркове улице в Великом Новгороде

и прочие.